# カルロス・ビアンチ
カルロス・ビアンチ（Carlos Bianchi, 1949年4月26日 - ）は、アルゼンチン・ブエノスアイレス出身の元サッカー選手、現サッカー指導者。選手としてアルゼンチン代表だった。選手時代のポジションはフォワード。

## 経歴

### 選手経歴
CAベレス・サルスフィエルドの下部組織出身であり、18歳の時にボカ・ジュニアーズ戦(1-1)でトップチームデビューした。その後ベレスとプロ契約し、ナシオナル1968ではリーグ優勝。ナシオナル1970では18得点で得点王に輝き、メトロポリターノ1971では36得点で得点王に輝いた。1970年から1972年にかけてアルゼンチン代表に選出され、14試合に出場して7得点したが、当時の代表チームは、国外でプレーする選手を代表には招集しなかったことから、フランス移籍後はクラブでの活躍があらながらも、デリオ・オニス同様に招集されなかった。
1973年、フランス・ディヴィジョン・アン（1部）のスタッド・ランスに移籍。4シーズンで計107得点を挙げ、1973-74シーズン（30得点）、1975-76シーズン（34得点）、1976-77シーズン（28得点）の3度に渡って得点王のタイトルを獲得した。1977年にはパリ・サンジェルマンFCに移籍し、在籍した2シーズン連続（前所属クラブと合わせて4シーズン連続）で得点王のタイトルを獲得した。1979-80シーズンはRCストラスブールでプレーしたが、ストラスブールでは成功をおさめることができず、8得点に終わった。1980年に母国の古巣ベレスに戻り、1981メトロポリターノでは15得点を挙げた。1984年に再びフランスのスタッド・ランスに加入し、1985年に現役引退した。ベレスでは通算206得点を挙げてクラブの歴代最多得点記録を保持しており、この記録はアルゼンチンサッカー全体でも9位の記録である。リーグ・アンでも歴代9位となる計179得点を挙げた。

### 現役引退後
現役引退後、国際サッカー連盟(FIFA)によって世界各国1部リーグにおけるアルゼンチン人最多得点者として認められた。ビアンチは2ヶ国の1部リーグで計385得点（アルゼンチンで206点、フランスで179点）を挙げており、計377得点のアルフレッド・ディ・ステファノや計352得点のデリオ・オニス（アルゼンチンで53得点、フランスで299得点）を凌いでいる。

### 指導者経歴
1993年、選手時代の古巣ベレスの監督に就任した。ベレスは1968年以来リーグ優勝から遠ざかっていたが、1993クラウスーラで優勝に導き、ベレスでは選手・監督の両方でリーグタイトルを獲得した。1994年にはコパ・リベルタドーレスを制した。決勝のサンパウロFC（ブラジル）戦はPK戦にもつれ込んだが、キーパーのホセ・ルイス・チラベルトが自身でもPKを成功させる活躍を見せた。同年のインターコンチネンタルカップでは、過去の同大会で3度優勝しているACミラン（イタリア）を破った。1996年にはチームのキャプテンを務めていたロベルト・トロッタを伴い、イタリア・セリエAのASローマの監督に就任したが、選手との間に不和が生じるなどもあり、1996-97シーズン途中に解任された。
その後はベレスに戻り、1998年にはボカ・ジュニアーズの監督に就任。持ち前の手腕を発揮し、国内リーグを3度、コパ・リベルタドーレスを2度、インターコンチネンタルカップを1度制してクラブの黄金期を築き上げた。2001年のインターコンチネンタルカップでは自身3度目の優勝に挑戦したが、バイエルン・ミュンヘン（ドイツ）に敗れて退任した。2003年には成績が低迷するボカを救うために再び監督に就任し、破竹の快進撃を見せてリーグ優勝を果たした。同年にはコパ・リベルタドーレスとインターコンチネンタルカップも制した。監督として4度のコパ・リベルタドーレス制覇、3度のトヨタカップ制覇はどちらも史上初の快挙だった。2004年6月、マウリシオ・マクリ会長との確執が理由で辞任した。
2005年にはスペイン・リーガ・エスパニョーラの名門アトレティコ・マドリードの監督に就任したが、2005-06シーズン前半戦終了を待たずに、成績低迷を理由に解任された。2008年10月にはアルゼンチン代表のアルフィオ・バシーレ監督が辞任し、ビアンチが後任監督の最有力候補と目された。しかし、アルゼンチンサッカー協会(AFA)のフリオ・グロンドーナ会長との確執から就任話が流れ、その後、ディエゴ・マラドーナが代表監督に就任した。
2009年1月6日、ボカ・ジュニアーズのゼネラル・マネージャー(GM)に就任した。しかし、カルロス・イスチア監督、アルフィオ・バシーレ監督のどちらも満足いく結果を残せなかったため、2010年1月、バシーレ監督の辞任直後にGMを退任した。2012年12月17日、ボカ・ジュニアーズの監督に就任した。

## 人物
ビアンチはブエノスアイレスの中流家庭で生まれ育った。父親はセールスマンであり、ファンでもあったCAベレス・サルスフィエルドからデビューするまでは父親の仕事を手伝うこともあった。ビアンチは1972年に結婚して一男一女を儲けている。長女はサッカー選手のエドゥアルド・ドミンゲスと結婚した。
ビアンチがベレスを指揮している時に、スポーツライターのビクトル・ウーゴ・モラレスがビアンチに「総督」（El Virrey、エル・ビレイ）というニックネームを付けた。ベレスはブエノスアイレスのリニエルス地区に位置しており、この地区名はリニエルス総督（1800年代初頭にリオ・デ・ラ・プラタ地域を統治していた人物）に由来している。

## タイトル

### 選手時代

#### クラブ
- CAベレス・サルスフィエルド

プリメーラ・ディビシオン: 1968ナシオナル

#### 個人
- プリメーラ・ディビシオン得点王: 1970, 1971, 1981
- リーグ・アン 得点王 : 1973-74, 1975-76, 1976-77, 1977-78, 1978-79

### 指導者時代

#### クラブ
- CAベレス・サルスフィエルド

コパ・リベルタドーレス: 1994
プリメーラ・ディビシオン: 1993クラウスーラ, 1995アペルトゥーラ, 1996クラウスーラ
インターコンチネンタルカップ: 1994
コパ・インテラメリカーナ: 1994
- ボカ・ジュニアーズ

コパ・リベルタドーレス: 2000, 2001, 2003
プリメーラ・ディビシオン: 1998アペルトゥーラ, 1999クラウスーラ, 2000アペルトゥーラ, 2003アペルトゥーラ
インターコンチネンタルカップ: 2000, 2003

#### 個人
- 南米年間最優秀監督賞: 1994, 1998, 2000, 2001, 2003
- IFFHS世界クラブ最優秀監督: 2000, 2003